# 岐阜県指定文化財一覧
岐阜県指定文化財一覧（ぎふけんしていぶんかざいいちらん）は、岐阜県指定の文化財や史跡等を一覧形式でまとめたものであるが、全てを掲載しているわけではない。

## 有形文化財

### 建造物
- 延算寺本堂〔岐阜市〕
- 本願寺岐阜別院本門・裏門〔岐阜市〕
- 八幡神社社殿〔岐阜市〕
- 日吉神社社殿〔岐阜市〕
- 護国之寺宝篋印塔〔岐阜市〕
- 永照寺本堂〔羽島市〕
- 法英寺観音堂護摩堂〔本巣市〕
- 長屋神社本殿附棟札・古文書〔本巣市〕
- 十五社神社本殿〔山県市〕
- 日竜峯寺本堂・宮殿･籠堂附宮殿棟札〔関市〕
- 日竜峯寺宝篋印塔〔関市〕
- 洲原神社本殿〔美濃市〕
- 真木倉神社本殿〔美濃市〕
- 若宮家住宅〔郡上市〕
- 那比本宮の五輪塔及び宝篋印塔〔郡上市〕
- 横蔵寺本堂・三重塔・仁王門〔揖斐川町〕
- 高橋家住宅附普請文書〔揖斐川町〕
- 川合の宝篋印塔〔揖斐川町〕

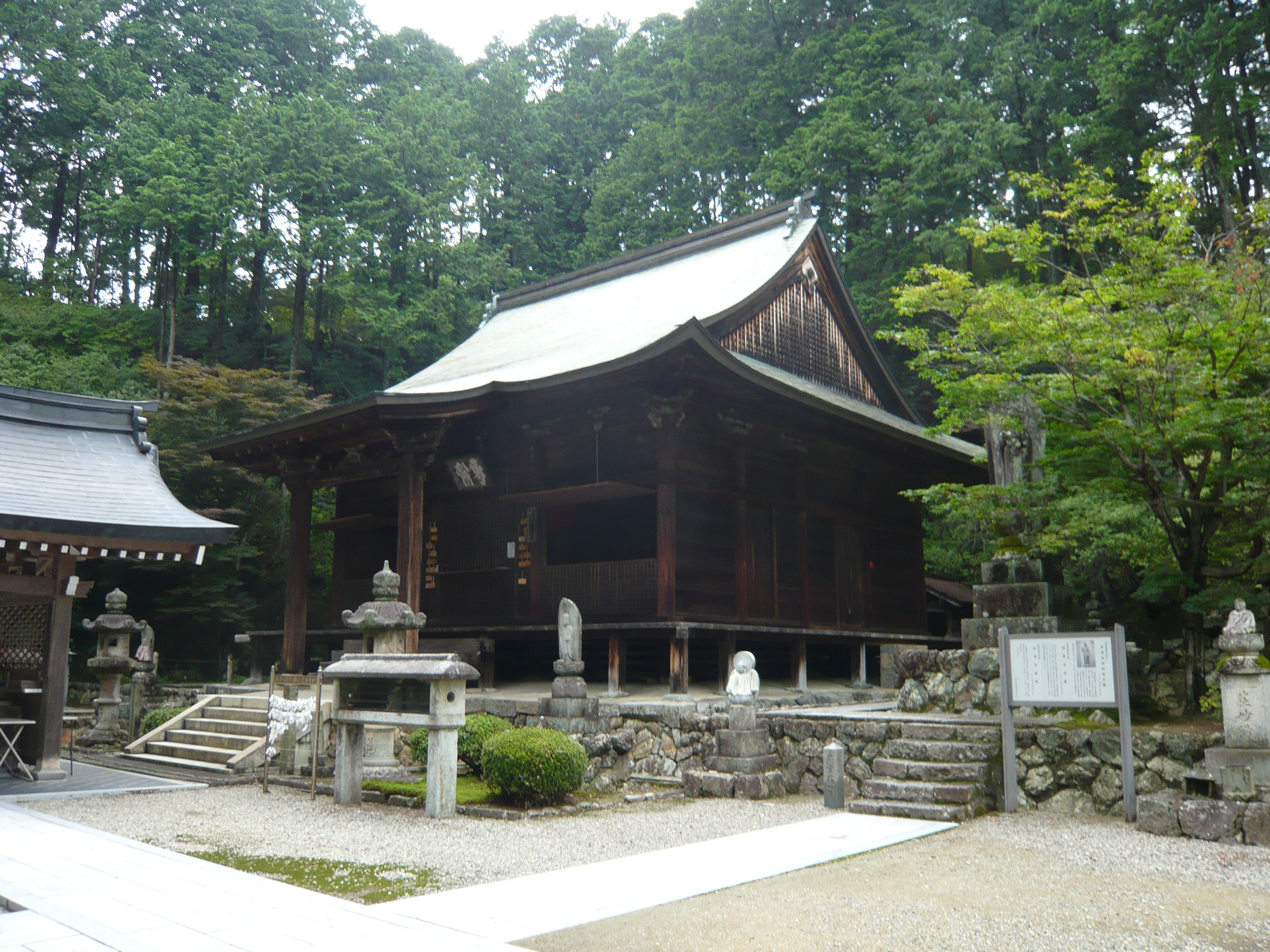
延算寺本堂

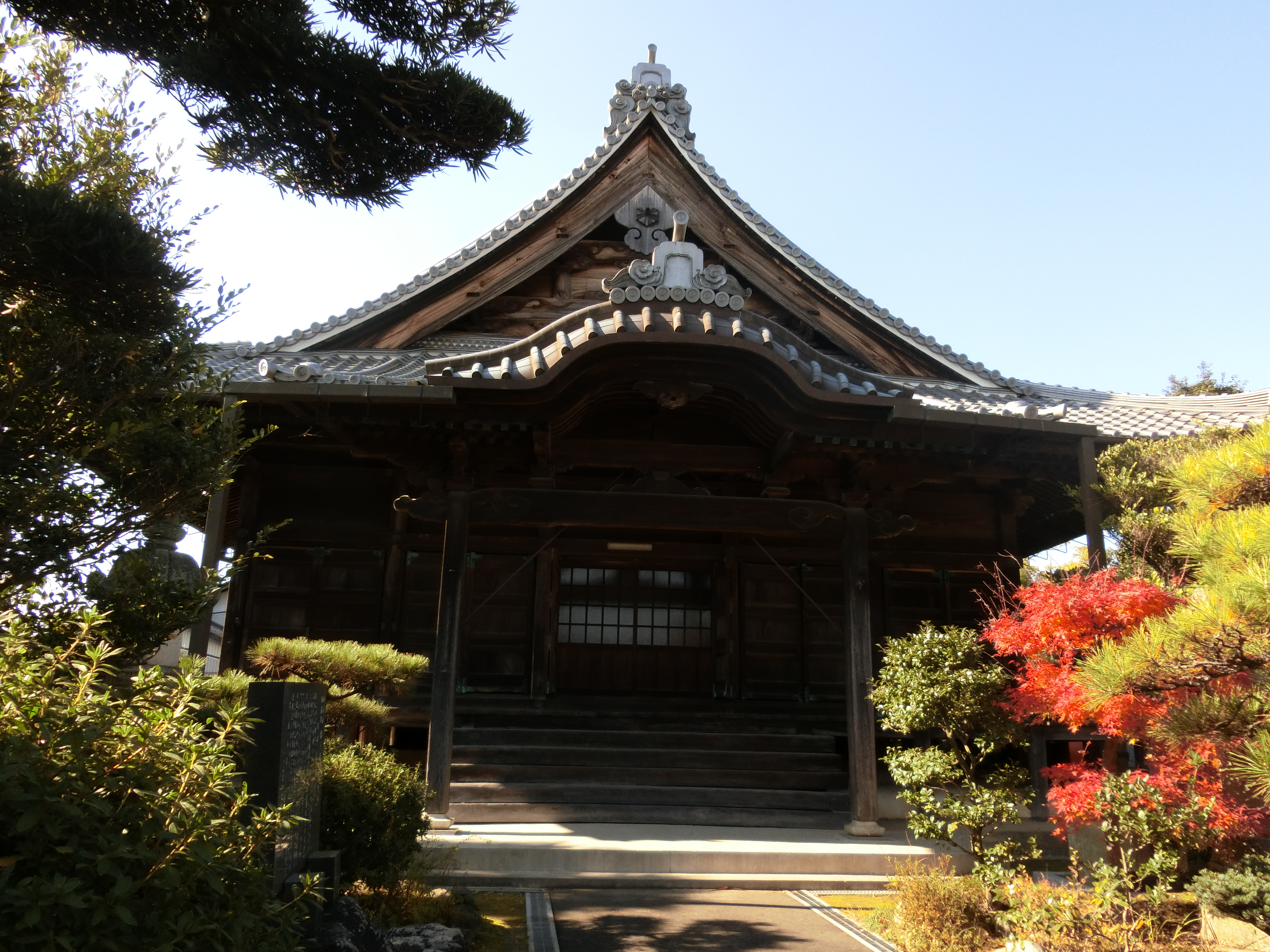
永照寺本堂

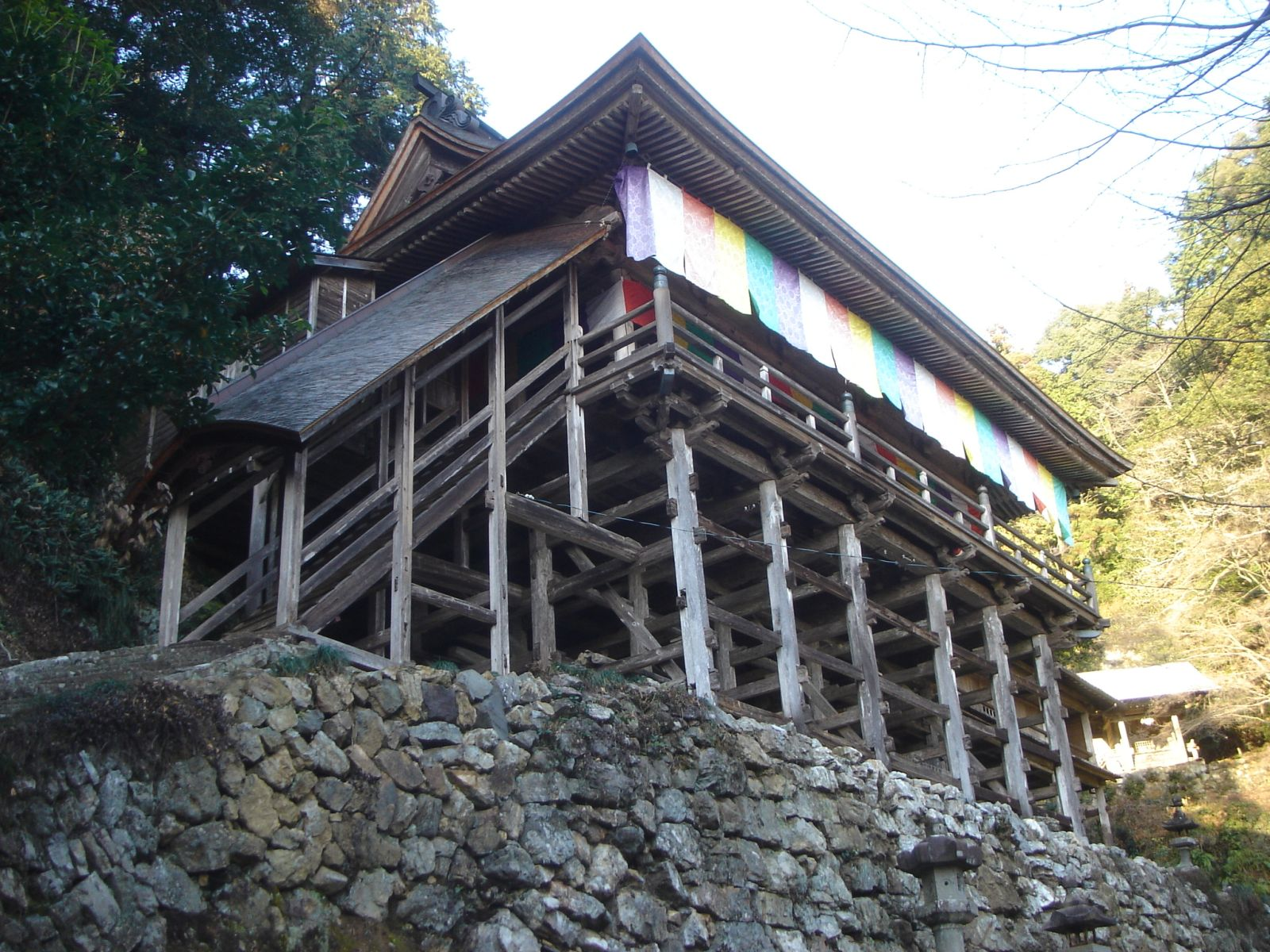
日龍峯寺本堂

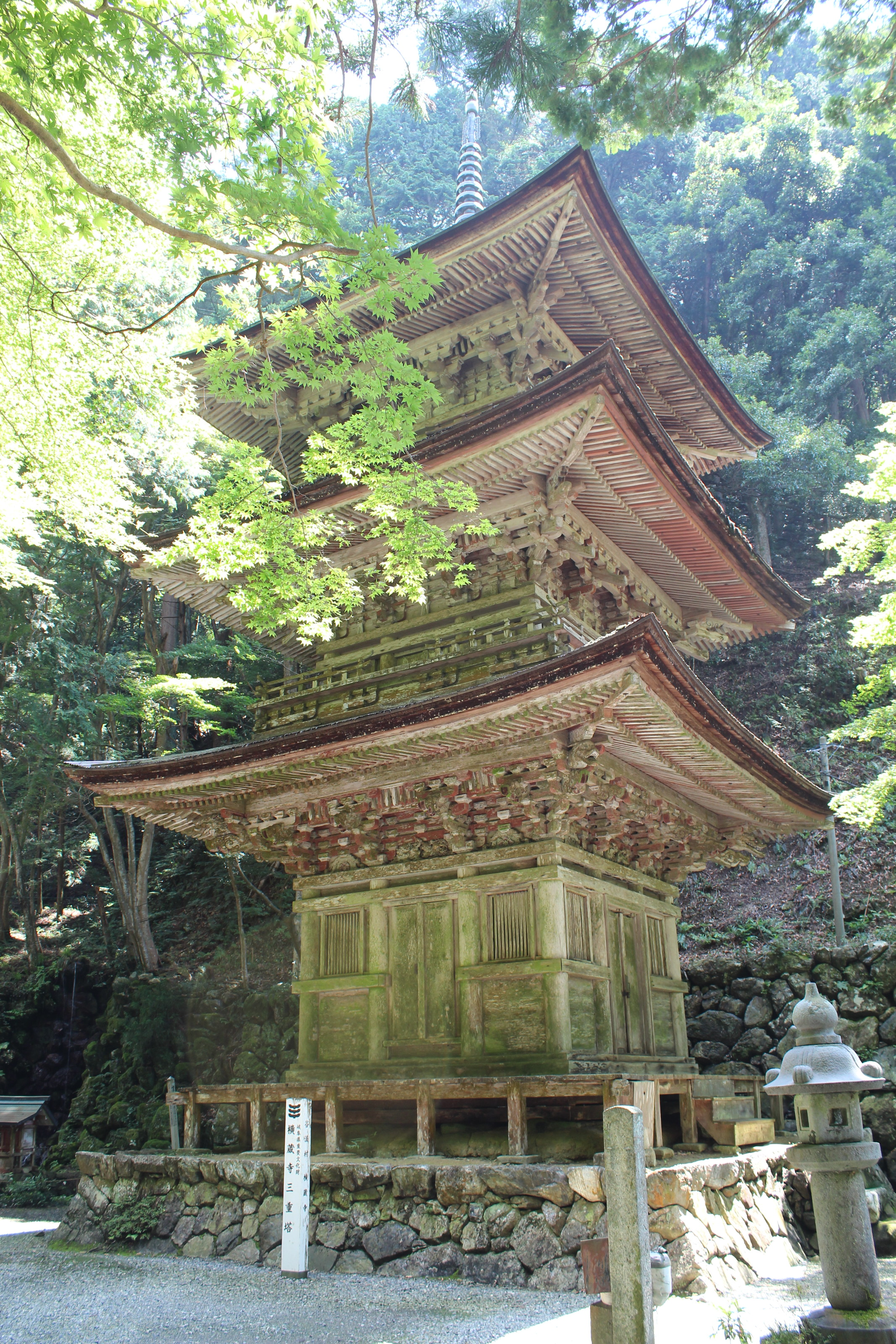
横蔵寺三重塔

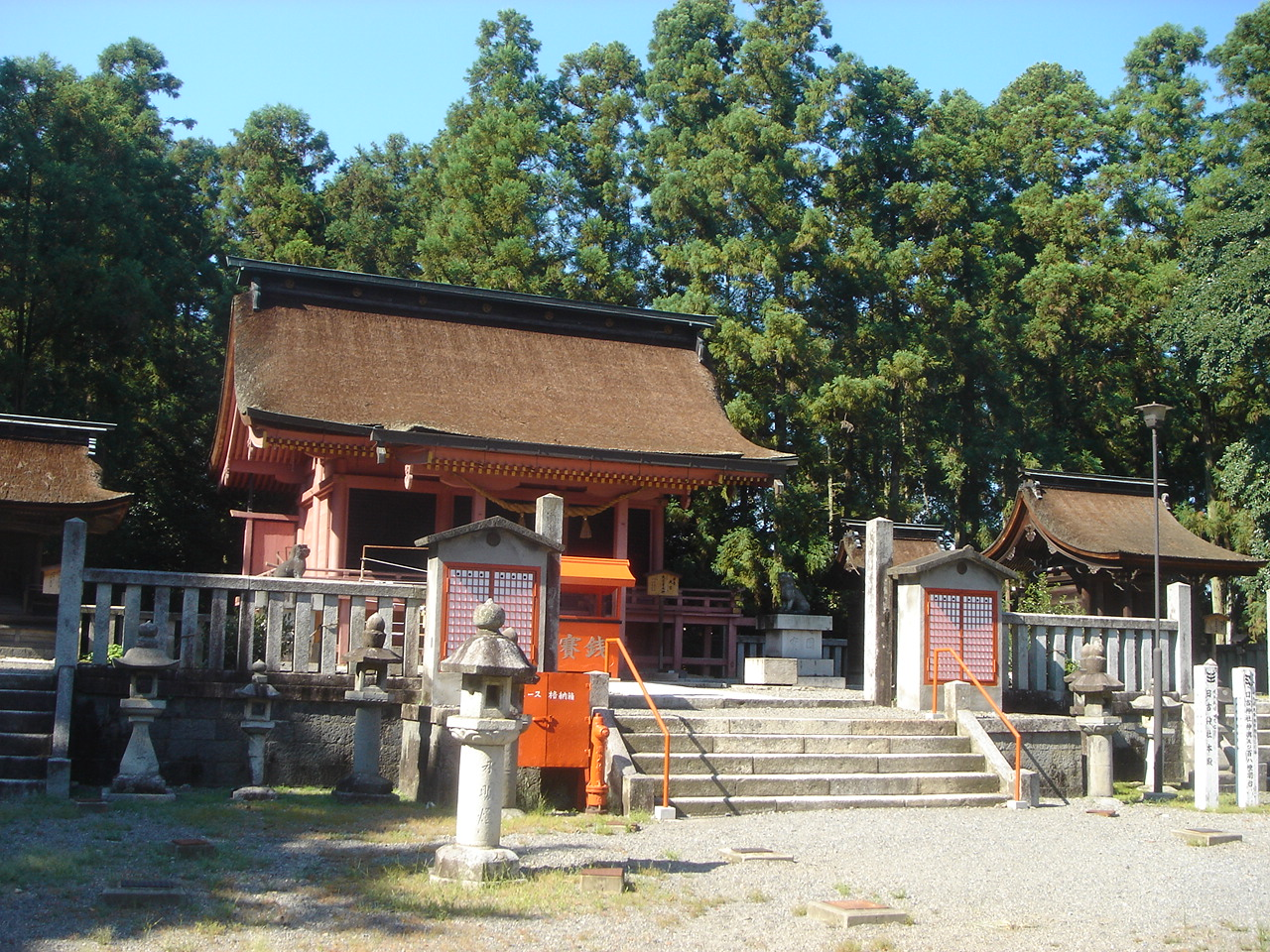
日吉神社本殿

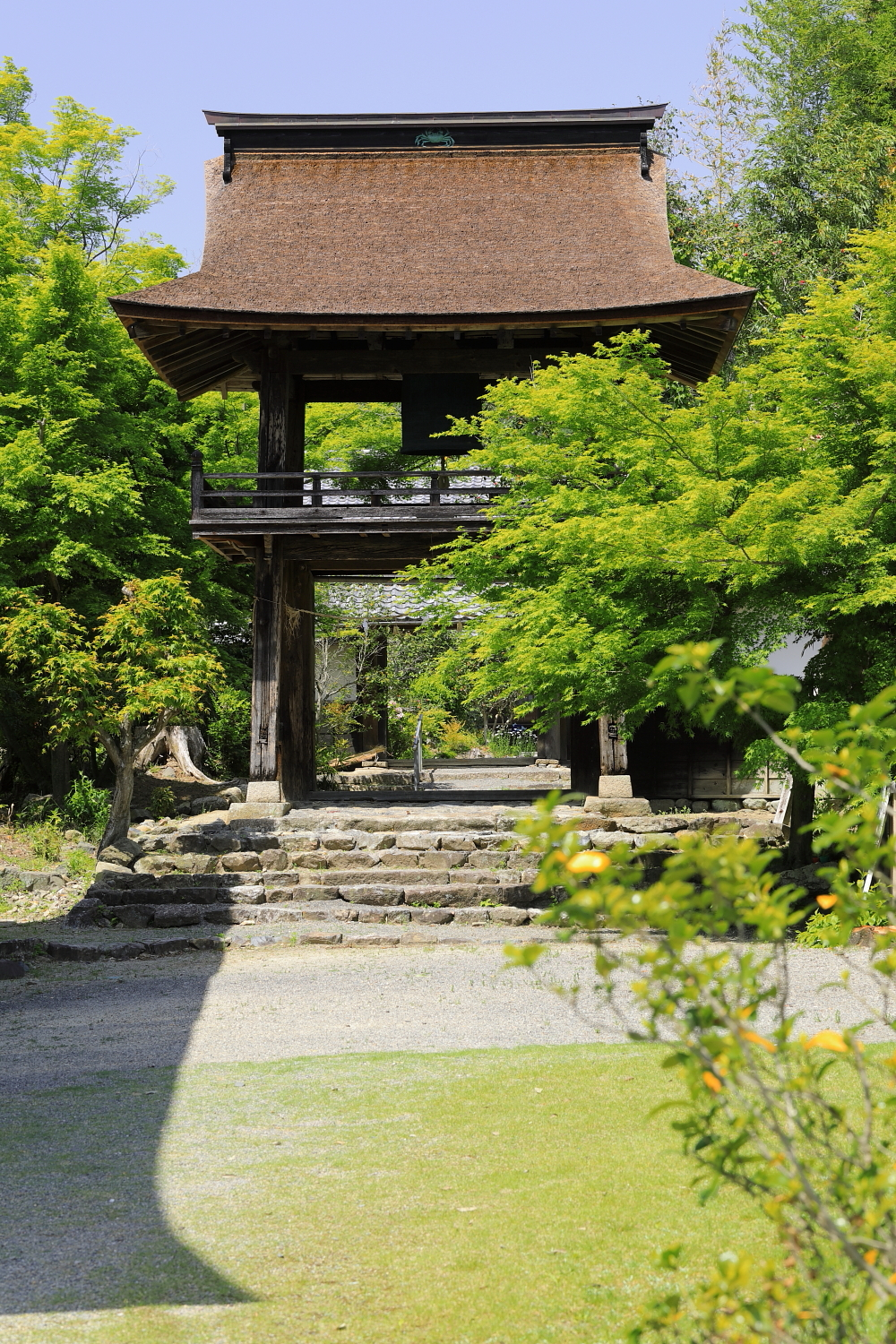
願興寺鐘楼門

- 北方神社本殿・拝殿・幣殿・瑞垣・鳥居〔揖斐川町〕
- 日吉神社本殿〔神戸町〕
- 春日神社本殿〔神戸町〕
- 真禅院鐘楼〔垂井町〕
- 蛇池宝篋印塔〔海津市〕
- 行基寺板碑〔海津市〕
- 清水寺二天門〔富加町〕
- 東香寺宝篋印塔〔富加町〕
- 東香寺無縫塔〔富加町〕
- 齢峯寺無縫塔〔富加町〕
- 八幡神社本殿附棟札〔可児市〕
- 願興寺鐘楼門〔御嵩町〕
- 八王子神社社殿〔恵那市〕
- 関戸宝篋印塔〔恵那市〕
- 染戸宝篋印塔〔恵那市〕
- 宮之前五輪塔〔恵那市〕
- 大船神社本殿〔恵那市〕
- 法華寺本堂〔高山市〕
- 飛騨国分寺三重塔〔高山市〕
- 大雄寺鐘楼〔高山市〕
- 照蓮寺中門附棟札〔高山市〕
- 東照宮本殿附唐門透塀〔高山市〕
- 神明神社絵馬殿附絵馬〔高山市〕
- 野首家住宅〔高山市・飛騨民俗村〕
- 三島家住宅附見取図〔高山市・飛騨民俗村〕
- 旧西岡家〔高山市・飛騨民俗村〕
- 旧新井家〔高山市・飛騨民俗村〕
- 旧富田家〔高山市・飛騨民俗村〕
- 旧道上家〔高山市・飛騨民俗村〕
- 旧前田家〔高山市・飛騨民俗村〕
- 旧中薮家〔高山市・飛騨民俗村〕
- セイロ倉〔高山市・飛騨民俗村〕
- 祖師野八幡神社附棟札本殿、幣殿、拝殿〔下呂市〕
- 明善寺鐘楼門・庫裏〔白川村〕
- 民家合掌造附五棟〔白川村・合掌造り民家園〕
- 和田家板蔵・稲架小屋〔白川村〕

### 絵画
- 絹本著色十三尊仏像〔岐阜市・立政寺〕
- 絹本著色阿弥陀如来像〔岐阜市・立政寺〕
- 絹本著色十一面観音像〔岐阜市・立政寺〕
- 絹本著色五大力菩薩像〔岐阜市・立政寺〕
- 絹本著色当麻曼荼羅〔岐阜市・立政寺〕
- 絹本著色刀八毘沙門天像〔岐阜市・願成寺〕
- 涅槃図2幅〔岐阜市・正法寺〕
- 絹本著色親鸞聖人御絵伝附紙本墨書蓮如裏書〔岐阜市〕
- 絹本著色親鸞聖人御影〔岐阜市・願養寺〕
- 絹本著色如覚上人像〔岐阜市・願養寺〕
- 絹本著色善導大師像〔岐阜市・立政寺〕
- 紙本水墨仙厓筆老子図〔岐阜市・大龍寺〕
- 紙本水墨仙厓筆狗子仏性図〔岐阜市・大龍寺〕
- 紙本著色白隠筆白沢ノ図、観音像〔岐阜市・大龍寺〕
- 紙本著色鷹図六曲屏風〔岐阜市・護国之寺〕
- 絹本著色文殊菩薩像〔岐阜市・真長寺〕
- 絹本著色涅槃図〔岐阜市・真長寺〕
- 絹本著色両界曼荼羅〔羽島市・法泉寺〕
- 絹本著色羅漢図〔羽島市・西方寺〕
- 絹本著色聖徳太子像〔羽島市・西方寺〕
- 絵天井〔羽島市・本覚寺〕
- 金胎両界曼荼羅図〔北方町・円鏡寺〕
- 絹本著色五大明王図〔北方町・円鏡寺〕
- 三千仏図〔北方町・円鏡寺〕
- 如来荒神図〔北方町・円鏡寺〕
- 瑜祗塔図〔北方町・円鏡寺〕
- 渡唐天神像〔北方町・円鏡寺〕
- 絹本著色真言八祖像〔北方町・円鏡寺〕
- 絹本著色釈迦三尊図〔大垣市・天喜寺〕
- 絹本著色涅槃図〔大垣市〕
- 絹本著色聖徳太子六臣像〔大垣市・浄源寺〕
- 絹本著色真宗高祖列坐像〔大垣市・浄源寺〕
- 絹本著色両界曼荼羅〔大垣市〕
- 一光三尊弥陀仏〔海津市・行基寺〕
- 阿弥陀如来像〔神戸町・神護寺〕
- 夜叉姫感得地蔵菩薩図〔神戸町・神護寺〕
- 涅槃絵像〔神戸町・神護寺〕
- 親鸞聖人絵画〔神戸町・性顕寺〕
- 親鸞聖人絵画〔神戸町・信願寺〕
- 絹本著色親鸞聖人御絵伝〔神戸町・ 永徳寺〕
- 絹本著色両界曼荼羅図〔神戸町〕
- 仙がい筆紙本水墨宝満山之図〔揖斐川町・瑞巌寺〕
- 絹本水墨草座の釈迦像〔揖斐川町・瑞巌寺〕
- 如意輪観音像〔大野町・来振寺〕
- 蓮台阿字〔大野町・来振寺〕
- 弘法大師御影〔大野町・来振寺〕
- 絹本著色釈迦十六善神図〔美濃市・大矢田神社〕
- 絹本著色白山三社本地仏図〔美濃市・長蔵寺〕
- 商船之図絵馬〔美濃市・洲原神社〕
- 絹本著色十三尊仏像〔郡上市・阿名院〕
- 絹本著色八尊勝王像〔郡上市・阿名院〕
- 絹本著色阿弥陀如来像〔郡上市〕
- 絹本著色阿弥陀如来像〔郡上市・安養寺〕
- 絹本著色薬師三尊像十二神将像〔郡上市・慈恩寺〕
- 絹本著色二尊観音像〔郡上市・阿名院〕
- 絹本著色青不動像〔郡上市・阿名院〕
- 絹本著色不動明王像〔郡上市・阿名院〕
- 絹本著色十二天像〔郡上市・阿名院〕
- 絹本著色涅槃図〔郡上市・阿名院〕
- 絹本著色荒神像〔郡上市・阿名院〕
- 絹本著色如来荒神像〔郡上市・阿名院〕
- 絹本著色十五尊像〔郡上市・安養寺〕
- 絹本著色親鸞聖人御影〔郡上市・安養寺〕
- 絹本著色道雅法印像〔郡上市・安養寺〕
- 絹本著色聖武天皇真影〔郡上市・長滝白山神社〕
- 絹本著色泰澄大師像〔郡上市・阿名院〕
- 絹本著色仏眼曼荼羅図〔郡上市・阿名院〕
- 絹本著色不動明王坐像〔郡上市・阿名院〕
- 絹本著色八面荒神立像〔郡上市・阿名院〕
- 絹本著色愛染明王立像〔郡上市・阿名院〕
- 絹本著色歓喜天像〔郡上市・阿名院〕
- 絹本著色日吉山王曼荼羅図〔郡上市・阿名院〕
- 絹本著色弘法大師像〔郡上市・阿名院〕
- 絹本著色涅槃図〔美濃加茂市〕
- 紙本著色十六善神図〔美濃加茂市〕
- 絹本著色仏涅槃図〔川辺町・妙雲寺〕
- 絹本著色釈迦十六善神図〔七宗町・龍門寺〕
- 絹本著色涅槃図〔七宗町・龍門寺〕
- 絹本著色阿弥陀来迎図〔八百津町・善恵寺〕
- 絹本著色東陽英朝禅師像〔八百津町・大仙寺〕
- ハゝ鳥〔八百津町・大仙寺〕
- 達麿〔八百津町・大仙寺〕
- 絹本墨画蘭石図〔八百津町・大仙寺〕
- 絹本著色涅槃図〔多治見市・永保寺〕
- 十六羅漢〔中津川市・寶心寺〕
- 桜堂絵馬〔瑞浪市・桜堂薬師〕
- 紙本著色三宝荒神図〔恵那市〕
- 佐藤一斎自讃画像軸〔恵那市〕
- 板絵著色絵馬〔恵那市・八王子神社〕
- 絵馬〔土岐市〕
- 屏風〔土岐市・八幡神社〕
- 紙本著色円空画像〔高山市・千光寺〕
- 紙本著色三木自綱像〔高山市・千光寺〕
- 龍絵天井墨絵〔高山市・ 桂峰寺〕
- 桜の襖絵〔高山市・千光寺〕
- 龍絵天井〔高山市・千光寺〕
- 絹本著色十二尊像〔飛騨市・林昌寺〕
- 釈迦三尊〔飛騨市・常蓮寺〕
- 絹本著色金森可重画像〔飛騨市・林昌寺〕
- 絹本著色天翁秀梅画像〔飛騨市・林昌寺〕
- 久隅守景画農耕図屏風〔飛騨市・大国寺〕
- 大涅槃図〔下呂市・禅昌寺〕
- 禅昌寺蔵白隠筆絵画〔下呂市・禅昌寺〕

### 彫刻
- 木造釈迦如来坐像〔岐阜市・舎衛寺〕
- 木造阿弥陀如来立像〔岐阜市・立江寺〕
- 木造阿弥陀如来立像〔岐阜市・浄土寺〕
- 木造阿弥陀如来坐像〔岐阜市・正法寺〕
- 木造阿弥陀如来坐像〔岐阜市・願成寺〕
- 木造十一面観音立像〔岐阜市・願成寺〕
- 木造十一面観音立像〔岐阜市・済法寺〕
- 木造大日如来坐像〔岐阜市・願成寺〕
- 木造聖観音立像〔岐阜市・浄土寺〕
- 木造地蔵菩薩立像〔岐阜市・済法寺〕
- 木造不動明王立像〔岐阜市・済法寺〕
- 二王尊〔岐阜市・願成寺〕
- 木造四天王立像〔岐阜市・済法寺〕
- 石造狛犬〔岐阜市・伊奈波神社〕
- 籠大仏附胎内仏〔岐阜市・正法寺〕
- 塑造仏頭及び残欠〔岐阜市・護国之寺〕
- 銅造如来三尊像〔羽島市・大恵寺〕
- 木造阿弥陀如来立像〔羽島市・西方寺〕
- 木造阿弥陀如来立像〔羽島市・円覚寺〕
- 木造狛犬〔羽島市・八剱神社〕

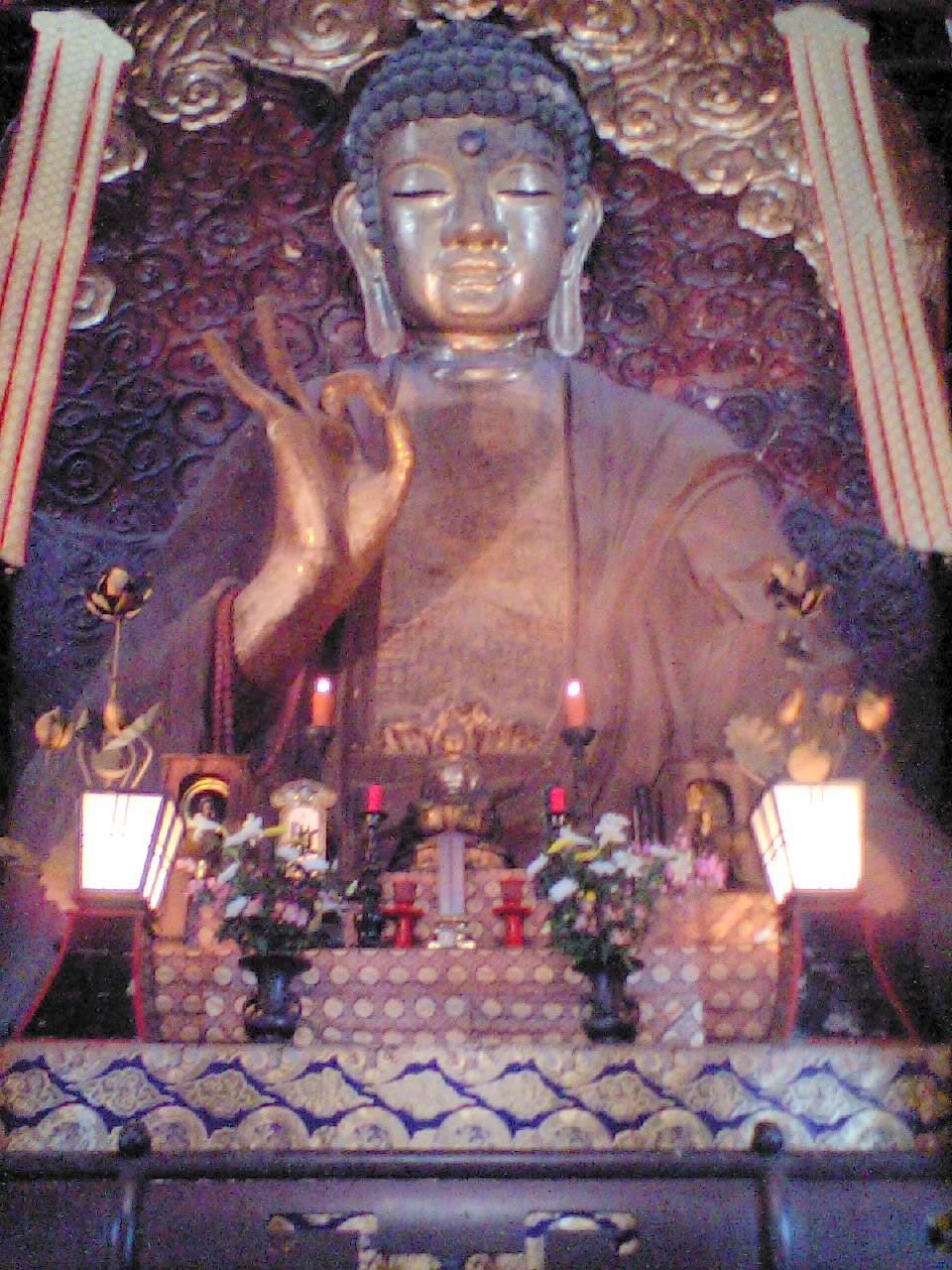
岐阜大仏

- 円空作仏像群〔羽島市・中観音堂及び長間薬師寺〕
- 円空作仏像〔羽島市・長間薬師寺〕
- 薬師如来坐像〔各務原市・薬師寺〕
- 狛犬〔各務原市・手力雄神社〕
- 木造十一面観音立像〔山県市・南泉寺〕
- 十一面観世音菩薩像〔瑞穂市・光泉寺〕
- 木造釈迦如来立像〔瑞穂市・即心院〕
- 木造金剛力士立像〔大垣市・明星輪寺〕
- 木造円空作仏像〔大垣市・報恩寺〕
- 木造雙桂定厳和尚坐像〔大垣市・天喜寺〕
- 木造弥勒菩薩坐像〔安八町〕
- 木造釈迦如来立像〔養老町・妙見堂〕
- 木造観世音菩薩立像〔養老町・福源寺〕
- 西町やま木彫〔養老町〕
- 木造薬師如来立像〔垂井町・真禅院〕
- 木造広目天・多聞天立像〔神戸町・香林院〕
- 石造狛犬〔神戸町・白鳥神社〕
- 狛犬〔神戸町・日吉神社〕
- 木造釈迦如来立像〔神戸町〕
- 木造釈迦如来坐像〔揖斐川町・観音寺〕
- 木造薬師如来坐像〔揖斐川町・東光寺〕
- 木造千手観音立像〔揖斐川町・鶴月庵〕
- 木造地蔵菩薩坐像〔揖斐川町・瑞巌寺〕
- 木造不動明王立像並びに制多迦童子昆迦羅童子添え〔揖斐川町・秋葉神社〕
- 木造聖観音立像〔池田町・妙勝寺〕
- 木造円空作仏像群・狛犬〔関市・高賀神社〕
- 木造円空作仏像〔関市・神明神社〕
- 木造金剛力士立像〔関市・新長谷寺〕
- 木造釈迦如来坐像〔関市・臨川寺〕
- 聖観世音菩薩〔八百津町・明鏡寺〕
- 薬師如来並びに脇侍〔八百津町・東光寺〕
- 木造十一面観音坐像〔八百津町〕
- 木造阿弥陀如来坐像〔美濃市・江龍寺〕
- 木造薬師如来坐像〔美濃市・江龍寺〕
- 木造十一面観音立像〔美濃市・霊泉寺〕
- 木造十一面観音立像、聖観音坐像、阿弥陀坐像、（白山三所権現）〔美濃市〕
- 木造金剛界大日如来坐像〔美濃市・江龍寺〕
- 木造大日如来坐像〔美濃市・福満寺〕
- 木造聖観音菩薩立像〔美濃市・江龍寺〕
- 木造聖観音立像〔美濃市・鹿苑寺〕
- 木造地蔵菩薩像〔美濃市・鹿苑寺〕
- 木造増長天像〔美濃市・霊泉寺〕
- 円空作天部像〔美濃市・鹿苑寺〕
- 能面（小べし見、大べし見、悪尉）〔美濃市・洲原神社〕
- 獅子頭〔美濃市・真木倉神社〕
- 円空作十一面観音像、薬師如来像〔美濃市〕
- 木造薬師三尊立像〔美濃市・板山神社〕
- 木造阿弥陀如来立像〔郡上市・阿名院〕
- 木造薬師如来坐像〔郡上市・白山中居神社〕
- 木造地蔵菩薩立像〔郡上市・長瀧寺〕
- 木造観世音菩薩立像〔郡上市・阿名院〕
- 木造大勢至菩薩立像〔郡上市・阿名院〕
- 金銅金剛童子立像〔郡上市・白山中居神社〕
- 木造狛犬〔郡上市・長滝白山神社〕
- 木造沙弥行兼坐像〔郡上市・長瀧寺〕
- 仏像〔郡上市・那比新宮神社〕
- 中居神社本殿の彫刻〔郡上市・白山中居神社〕
- 能面〔郡上市・白山中居神社〕
- 木造弥勒仏坐像〔美濃加茂市・瑞林寺〕
- 木造十一面観世音立像〔美濃加茂市・宝積寺〕
- 木造聖観音坐像附胎内仏〔美濃加茂市・瑞林寺〕
- 木造薬師如来坐像〔可児市・薬王寺〕
- 大日如来坐像〔可児市・無量寺〕
- 木造持国天・増長天立像〔可児市・薬王寺〕
- 木造地蔵菩薩立像〔富加町・清水寺〕
- 聖観世音菩薩〔八百津町・明鏡寺〕
- 薬師如来並びに脇侍〔八百津町・東光寺〕
- 木造十一面観音坐像〔八百津町〕
- 木造聖観世音菩薩坐像〔白川町・和泉薬師堂〕
- 聖観世音菩薩坐像〔多治見市・永保寺〕
- 塑造僧形彫刻〔多治見市・永保寺〕
- 木造釈迦如来坐像〔中津川市・蔵田寺〕
- 木造薬師如来坐像〔中津川市・大洗磯神社〕
- 木造馬頭観世音菩薩坐像〔中津川市・萬嶽寺〕
- 木造役行者坐像〔中津川市・蔵田寺〕
- 観世音菩薩坐像〔瑞浪市・開元院〕
- 菅公像〔瑞浪市・興徳寺〕
- 大船神社本殿の彫刻〔恵那市・大船神社〕
- 木造釈迦如来立像〔土岐市・崇禅寺〕
- 本尊釈迦牟尼仏、脇侍文殊普賢両菩薩〔高山市・安国寺〕
- 木造阿弥陀如来坐像(国府大仏)〔高山市・国分尼寺〕
- 木造阿弥陀如来坐像〔高山市・飛騨国分寺〕
- 木造阿弥陀如来坐像〔高山市・住還寺〕
- 木造聖観音立像〔高山市・八幡神社〕
- 木造不動明王立像〔高山市・飛騨国分寺〕
- 木造荒城神社神像〔高山市・荒城神社〕
- 桂本神社神像〔高山市・桂本神社〕
- 随神〔高山市・荒城神社〕
- 随神〔高山市・阿多由太神社〕
- 金剛神〔高山市・飯山寺〕
- 円空作仏像〔高山市・清峰寺〕
- 円空作仏像〔高山市・千光寺〕
- 円空作仏像〔高山市・桂峰寺〕
- 円空作仏像群〔高山市・千光寺〕
- 木造飛騨一宮水無神社神像〔高山市・水無神社〕
- 木造阿弥陀如来立像〔飛騨市・願教寺〕
- 常盤神社神像〔飛騨市・常盤神社〕
- 随神の像〔飛騨市・五社神社〕
- 狛犬二号〔飛騨市・五社神社〕
- 円空作二十五菩薩〔飛騨市・光円寺〕
- 釈迦牟尼仏〔下呂市・禅昌寺〕
- 木造延命地蔵菩薩半跏像〔下呂市・地蔵寺〕
- 木造地蔵菩薩坐像〔下呂市・地蔵寺〕
- 観世音菩薩〔下呂市・禅昌寺〕
- 青面金剛神〔下呂市〕
- 諏訪神社の狛犬〔下呂市・諏訪神社〕
- 木造狛犬〔下呂市・祖師野八幡宮〕

### 工芸品
- 金銅割五鈷杵〔岐阜市・舎衛寺〕
- 華瓶及閼伽桶〔岐阜市・願成寺〕
- 鰐口〔岐阜市・願成寺〕
- 銅製鰐口〔岐阜市〕
- 銅製鰐口〔岐阜市〕
- 太刀銘国宗〔岐阜市〕
- 太刀銘備前国長船住右近將監保弘造〔岐阜市〕
- 短刀銘信国〔岐阜市〕
- 太刀銘助真〔岐阜市〕
- 太刀銘兼氏〔岐阜市〕
- 刀銘近江守源久道〔岐阜市・岐阜護国神社〕
- 獅子頭〔岐阜市・諏訪神社〕
- 獅子頭〔岐阜市・伊奈波神社〕
- 太刀銘貞綱〔羽島市〕
- 喚鐘〔山県市・八月堂〕
- 鰐口〔山県市〕
- 和鏡〔本巣市・能郷白山神社〕
- 梵鐘〔本巣市・能郷白山神社〕
- 鰐口（応永銘）〔本巣市・徳山神社〕
- 鰐口（文明銘）〔本巣市・徳山神社〕
- 能狂言装束類〔本巣市・能郷白山神社〕
- 能面〔本巣市・能郷白山神社〕
- 梵鐘〔笠松町・光得寺〕
- 五鈷〔北方町・円鏡寺〕
- 別府細工・中島コレクション〔大垣市〕
- 梵鐘〔大垣市・明星輪寺〕
- 太刀銘兼定〔大垣市〕
- 美濃後藤派金工作刀剣装具収集品〔大垣市〕
- 古後藤目貫附古折紙〔大垣市〕
- 懸仏〔養老町・多岐神社〕
- 漆骨蔵器〔養老町・荘福寺〕
- 古瀬戸〔養老町・了福寺〕
- 鉄塔〔垂井町・真禅院〕
- 刀剣 七口〔垂井町・南宮大社〕
- 紅糸中白威胴丸〔垂井町・南宮大社〕
- 鉄塔〔垂井町・真禅院〕
- 八葉形半鐘〔関ケ原町・聖蓮寺〕
- 仏器〔神戸町・勧学院〕
- 雲鈑〔神戸町・神護寺〕
- 沈金彫経箱〔神戸町・勧学院〕
- 太刀長船次光〔神戸町〕
- 懸仏〔揖斐川町・六社神社〕
- 梵鐘〔揖斐川町・月桂院/清水神社〕
- 太刀無銘伝直江志津〔揖斐川町〕
- 素懸威鎧兜附鎧櫃一個〔揖斐川町・清水神社〕
- 小津の面〔揖斐川町・白山神社〕
- 日坂の面〔揖斐川町・春日神社〕
- 梵鐘（支那鐘）〔池田町〕
- 高賀信仰資料〔関市・高賀神社〕
- 錫杖〔関市・高賀神社〕
- 梵鐘〔関市・宗休寺〕
- 鰐口（永禄銘）〔関市・八幡神社〕
- 太刀〔関市・貴船神社〕
- 刀銘兼常〔関市・春日神社〕
- 刀銘清宣〔関市・〕
- 梵鐘〔美濃市・大矢田神社〕
- 銅造鰐口〔美濃市・曹源寺〕
- 素地供物鉢〔美濃市・洲原神社〕
- 朱根来塗供物鉢〔美濃市・洲原神社〕
- 朱根来塗供物台〔美濃市・洲原神社〕
- 木製黒塗供物台〔美濃市・洲原神社〕
- 牛皮華鬘〔郡上市・長瀧寺〕
- 金銅華鬘〔郡上市・長瀧寺〕
- 七鈴五獣鏡〔郡上市・多賀神社〕
- 和鏡〔郡上市・長瀧白山神社〕
- 銅製鰐口〔郡上市〕
- 木造唐櫃〔郡上市・長瀧白山神社〕
- 朱根来瓶子〔郡上市・長瀧白山神社〕
- 朱根来瓶子〔郡上市〕
- 朱根来平鉢〔郡上市〕
- 木製香炉台〔郡上市・安養寺〕
- 経机附版本法華経25巻〔郡上市・長瀧寺〕
- 古瀬戸灰釉梅瓶〔郡上市〕
- 古常滑大瓶〔郡上市〕
- 星宮信仰資料〔郡上市・星宮神社〕
- 梵鐘〔美濃加茂市・龍安寺〕
- 脛当〔可児市・可成寺〕
- 青銅製燭台と花瓶〔可児市〕
- 雲板〔富加町・龍福寺〕
- 金銅三具足〔八百津町〕
- 銅製鰐口〔白川町・龍気寺〕
- 願興寺鰐口〔御嵩町・願興寺〕
- 太刀銘貞綱〔中津川市・恵那神社〕
- 桜堂薬師舞楽面〔瑞浪市〕
- 元屋敷古窯出土品〔土岐市〕
- 梵鐘〔高山市・照蓮寺〕
- 梵鐘〔高山市〕
- 鰐口〔高山市〕
- 鰐口〔高山市〕
- 鰐口〔高山市〕
- 加藤光正遺品膳部付蒔絵五段〔高山市・法華寺〕
- 面〔高山市・荒城神社〕
- 懸仏〔飛騨市・瑞岸寺〕
- ろう鉢〔飛騨市・瑞岸寺〕
- 鉦鼓〔飛騨市・常蓮寺〕
- 鰐口〔飛騨市〕
- 和鏡〔飛騨市〕
- 銅造懸仏〔下呂市・弓掛白山神社〕
- 銅造阿弥陀如来懸仏〔下呂市・祖師野八幡宮〕
- 太刀（伝安綱、祖師野丸）〔下呂市・祖師野八幡宮〕

### 書跡・典籍・古文書
- 念誦次第五種伝叡尊筆〔岐阜市・願成寺〕
- 春日版大般若経〔岐阜市・願成寺〕
- 美濃国第三宮因幡社本縁起〔岐阜市・伊奈波神社〕
- 紙本墨書東陽英朝筆辞世偈〔各務原市〕
- 東陽英朝筆公案〔各務原市・少林寺〕
- 飯沼慾斎著「草木図説」草之部稿本附写生本〔瑞穂市〕
- 能狂言本〔本巣市・能郷白山神社〕
- 紺紙金泥大般若経〔北方町・円鏡寺〕
- 秘鈔〔北方町・円鏡寺〕
- 石造如法経碑石〔大垣市・明星輪寺〕
- 制札〔神戸町〕
- 彩箋墨書法華経〔神戸町・勧学院〕
- 白隠慧鶴書跡〔神戸町・瑠璃光寺〕
- 愚堂東寔書跡〔神戸町・護国寺〕
- 愚堂東寔筆蹟〔揖斐川町・瑞巌寺〕
- 小島のすさみ写本〔揖斐川町・瑞巌寺〕
- 円空自筆和歌集附神符三十枚〔関市・高賀神社〕
- 正法眼蔵第十六〔関市・岐阜県博物館〕
- 紙本墨書蓮如上人名号〔郡上市・安養寺〕
- 紙本墨書白隠禅師書〔郡上市・慈恩寺〕
- 紙本墨書大般若波羅蜜多経巻〔郡上市・星宮神社〕
- 大般若経附経櫃〔郡上市・那比新宮神社〕
- 五部大乗経附経櫃〔郡上市・那比新宮神社〕
- 紙本墨書後世物語〔郡上市・安養寺〕
- 紙本墨書本願相応集〔郡上市・安養寺〕
- 石山合戦関係文書及び安養寺文書〔郡上市・安養寺〕
- 荘厳講執事帳〔郡上市・長滝寺〕
- 白隠筆書跡〔美濃加茂市・賑済寺〕
- 愚堂国師筆跡〔八百津町・正伝寺〕
- 東陽英朝書跡〔八百津町・大仙寺〕
- 愚堂東寔書跡〔八百津町・大仙寺〕
- 彩箋墨書妙法蓮華経寿量品第十六〔七宗町・龍門寺〕
- 官宣旨〔御嵩町・春日神社〕
- 大般若波羅蜜多経〔御嵩町・願興寺〕
- 慶長時代古文書〔御嵩町〕
- 夢窓国師書跡「春帰家」〔多治見市・永保寺〕
- 仏徳禅師書跡「吹毛不曾動」〔多治見市・永保寺〕
- 仏徳禅師筆印可仏鑑〔多治見市・永保寺〕
- 仏徳禅師筆遺偈〔多治見市・永保寺〕
- 夢窓国師筆果山条幅〔土岐市・崇禅寺〕
- 紙本墨書此山妙在筆跡〔土岐市・崇禅寺〕
- 一切経並春日版大般若〔高山市・安国寺〕
- 本郷村善九郎の遺書〔高山市〕
- 女房奉書広橋大納言兼勝副翰速水安芸守書簡〔高山市・千光寺〕
- 白紙墨書大般若経〔高山市・千光寺〕
- 円空袈裟山百首〔高山市・千光寺〕
- 荏野文庫附書函〔高山市〕
- 禅昌寺蔵白隠書跡〔下呂市・禅昌寺〕
- 大般若経附経箱〔下呂市・祖師野八幡宮〕
- 武川久兵衛文書、地図〔下呂市〕
- 紙本墨書大般若経〔飛騨市・寿楽寺〕

### 考古資料
- 銅経筒〔岐阜市〕
- 炉畑遺跡出土品〔各務原市〕
- 船来山古墳群出土品〔本巣市〕
- 石案〔大垣市〕
- 養老神社経塚出土品〔養老町・養老神社〕
- 上磯古墳群出土鏡〔大野町〕
- 中八幡古墳出土品〔池田町〕
- 銅鐸〔関市・岐阜県博物館〕
- 八幡神社下馬標〔関市・武芸八幡宮〕
- 美濃観音寺山古墳出土品〔美濃市〕
- 前田遺跡出土石器類〔郡上市〕
- 縄文時代石器〔郡上市〕
- 福田古墳出土品〔郡上市〕
- 銅鐸〔可児市〕
- 縄文土器〔八百津町・大仙寺〕
- 天神森古墳出土品〔御嵩町〕
- 無土器時代の石器〔恵那市〕
- 山本栄一蒐集品〔恵那市〕
- 安江赳夫蒐集品〔恵那市〕
- 八幡神社棟札〔恵那市・八幡神社(岩村城)〕
- 岩村城絵図、平面図〔恵那市〕
- 犬塚行蔵蒐集品〔高山市〕
- 一之宮神社所蔵古墳時代遺物〔高山市・一之宮神社〕
- 朝戸鶯夢収集考古資料附石器図〔高山市・神通寺〕
- 光寿庵跡出土瓦〔高山市・諏訪神社〕
- 石器〔飛騨市・白山神社(神岡町柏原)〕
- 宮ノ前遺跡出土品〔飛騨市〕
- 堂ノ前遺跡出土品〔飛騨市〕
- 塩屋金清神社遺跡出土品〔飛騨市〕
- 家ノ下遺跡出土品〔飛騨市〕
- 紙本墨書方便法身像蓮如裏書附絹本著色方便法身像〔飛騨市・本光寺〕

### 歴史資料
- 七絃琴附明星津石・鉄如意〔大垣市〕
- 東林寺跡出土品及び出土記録〔郡上市・応徳寺〕
- 津野滄洲・森桃林収集奇石類附関係記録〔高山市〕
- 雲橋社什物〔高山市・高山市郷土館〕
- 加藤歩しょう画像並びに遺著〔高山市〕

## 無形文化財
- 日本刀〔山県市〕
- 志野〔多治見市・土岐市〕
- 三彩〔多治見市/七代　加藤幸兵衛〕
- 黄瀬戸〔多治見市〕
- 織部〔多治見市〕
- 地芝居振付〔恵那市/中村高女〕

## 民俗文化財

### 有形民俗文化財
- 手漉美濃和紙製造用具一式〔岐阜市〕
- 竹鼻祭りの山車〔羽島市〕
- 各務の舞台〔各務原市〕
- 供物器〔本巣市〕
- 旧宮川家住宅附生活用具〔岐南町〕
- 獅子門正式俳諧会席用具〔北方町〕
- 大橋家住宅　附生活用具〔大垣市〕
- 大垣祭車山　附朝鮮山車附属品〔大垣市〕
- 綾野祭車山〔大垣市〕
- 算額〔大垣市〕
- 高田祭曳車山〔養老町〕
- 室原祭曳車山〔養老町〕
- 垂井祭曳車山〔垂井町〕
- 日吉神社御輿及び百八燈明台〔神戸町〕
- 徳山の山村生産用具〔揖斐川町〕
- 揖斐祭の芸車山〔揖斐川町〕
- 関祭山車〔関市〕
- 祭礼車山〔美濃市〕
- 染色見本帳〔郡上市〕
- 郡上本染の仕事場と道具一式〔郡上市〕
- 江戸時代友禅染型紙〔郡上市〕
- 市島の舞台〔郡上市〕
- 金森内室化粧道具〔郡上市・安養寺〕
- 白山神社の懸仏〔郡上市〕
- 香時計〔郡上市〕
- 六角神輿〔可児市〕
- 深萱の農村舞台〔坂祝町〕
- 富加の酒造用具及び酒造場　附文書〔富加町〕
- 葉津文楽人形頭と衣裳〔七宗町〕
- 久田見祭山車〔八百津町〕
- 加子母の農村舞台〔明治座〕〔中津川市〕
- 恵那文楽人形頭〔中津川市〕
- 半原人形浄瑠璃の頭と衣裳〔瑞浪市〕
- 大井文楽人形頭〔恵那市〕
- わらび粉作り道具一式〔高山市〕
- 大西文庫〔高山市〕
- 荒城神社獅子頭〔高山市〕
- 旧松葉家〔飛騨市〕
- 古川祭り屋台〔飛騨市〕
- 宮川及び周辺地域の積雪期用具〔飛騨市〕
- 門和佐の舞台〔下呂市〕
- 鳳凰座村芝居　附台本〔下呂市〕
- ひな人形〔下呂市〕
- 加藤素毛の遺品〔下呂市〕
- 久津八幡宮祭礼記録類〔下呂市〕
- 神輿、旗鉾、太鼓、コヨリ引綱〔下呂市・祖師野八幡宮〕
- 翁舞附人形頭と面〔中津川市〕

### 無形民俗文化財
- 手力雄神社手力の火祭〔岐阜市〕
- 平方勢獅子〔羽島市〕
- 長屋神社の祭礼行事〔本巣市〕
- 樽見の十一日祭〔本巣市〕 - 旧暦1月11日に行われる根尾樽見白山神社の例祭で、的当てやさいころによってその年の豊作を占う。特色として神箸の奉納や田楽の振舞いがある[1]。
- 伏屋の獅子芝居〔岐南町〕
- 円城寺の芭蕉踊〔笠松町〕
- 笠松の奴行列〔笠松町〕
- 今尾の左義長〔海津市〕〕 - 平田町今尾に所在する今尾秋葉神社の勇壮な行事
- 栗笠の獅子舞〔養老町〕
- 表佐太鼓踊〔垂井町〕
- 神戸山王まつり〔神戸町〕
- 谷汲踊〔揖斐川町〕
- 東津汲鎌倉踊〔揖斐川町〕
- 三倉の太鼓踊〔揖斐川町〕
- 燈籠まつり〔揖斐川町〕
- 春日の太鼓踊り〔揖斐川町〕
- 下東野の市山からくり花火〔池田町〕
- 長良川の鵜飼漁〔関市〕
- どうじゃこう〔関市〕 - 4月第三土曜日試楽、同日曜日に本楽が行われる関祭り（春日神社、神明神社、貴船神社の例祭）で奉納される田楽の流れを汲む神事芸能で童子夜行とも表記する。四方浄め、薙刀振り、棒振り、宝獅子、箕獅子、童子やこう、豊年踊りからなる[2]。
- 大矢田のヒンココ〔美濃市〕 - 4月第二土曜日、同日曜日に行われる例祭及び11月23日に大矢田神社で奉納される人形劇。農民を飲み込む大蛇を素戔嗚尊が退治する内容[3]で、国の選択無形民俗文化財にも選択されている。
- 美濃流しにわか〔美濃市〕 -  4月第二土曜日、同日曜日に行われる美濃まつりで夕方に演じられる俄。美濃弁で演じられる時事風刺が特徴で、旧作を再演しないことが不文律となっている。また、国の選択無形民俗文化財にも選択されている。
- 嘉喜踊〔郡上市〕
- 岸剣神社の大神楽〔郡上市〕
- 七日祭〔郡上市〕 - 8月7日に行われる明建神社の例祭。神輿渡御のほか田楽の流れを汲む神事芸能、神前の舞、杵振りの舞、獅子起こしの舞が奉納され、濁酒が振舞われる[4]
- 日吉神社大神楽〔郡上市〕
- 小野八幡神社祭礼〔郡上市〕
- 白鳥の拝殿踊り〔郡上市〕
- 伊和神社の田の神祭〔富加町〕
- 久田見の糸切りからくり〔八百津町〕
- 御嵩薬師祭礼〔御嵩町〕
- 小木棒の手〔多治見市〕
- 蛭川の杵振踊〔中津川市〕 - 4月16日直近の日曜日に行われる安弘見神社の例祭で奉納される踊りで、三色に塗り分けられた笠をかぶった踊り子が赤と黒に塗り分けられた杵を振って踊る。獅子舞、花馬も同時に奉納される。[5]
- 木遣音頭〔中津川市〕
- 恵那文楽〔中津川市〕
- 坂下の花馬〔中津川市〕
- 半原操人形浄瑠璃〔瑞浪市〕
- 岩村町秋祭行事〔恵那市〕
- 中山太鼓〔恵那市〕
- 下手向の獅子芝居〔恵那市〕
- 岩村町獅子舞〔恵那市〕
- 水無神社の神事芸能〔高山市〕 - 5月1日試楽、2日本楽、3日後祭が行われる水無神社の例祭で奉納される神事芸能で、闘鶏楽、神代踊り、獅子舞からなる[6]。国の選択無形民俗文化財にも選択されている。
- 国府町金蔵獅子〔高山市〕
- 上宝一重ケ根鶏芸〔高山市〕
- 荒城神社鉦打獅子舞〔高山市〕
- 高山おどり〔高山市〕
- 車田〔高山市・飛騨の里〕
- 飛騨東照宮おかめ舞獅子舞附おかめ面とひょっとこ面〔高山市〕
- 数河獅子〔飛騨市〕
- 般若踊〔飛騨市〕
- 高田神社の神楽獅子（飛騨市〕
- 小雀獅子〔飛騨市〕
- 船津盆踊り〔飛騨市〕
- 森茂獅子〔飛騨市〕
- 太子踊〔飛騨市〕
- こだいじん〔白川村〕
- 白川村の獅子舞〔白川村〕
- 白川村の春駒踊り〔白川村〕
- 付知町翁舞〔中津川市〕

## 記念物

### 史跡
- 厚見寺跡〔岐阜市・瑞龍寺〕

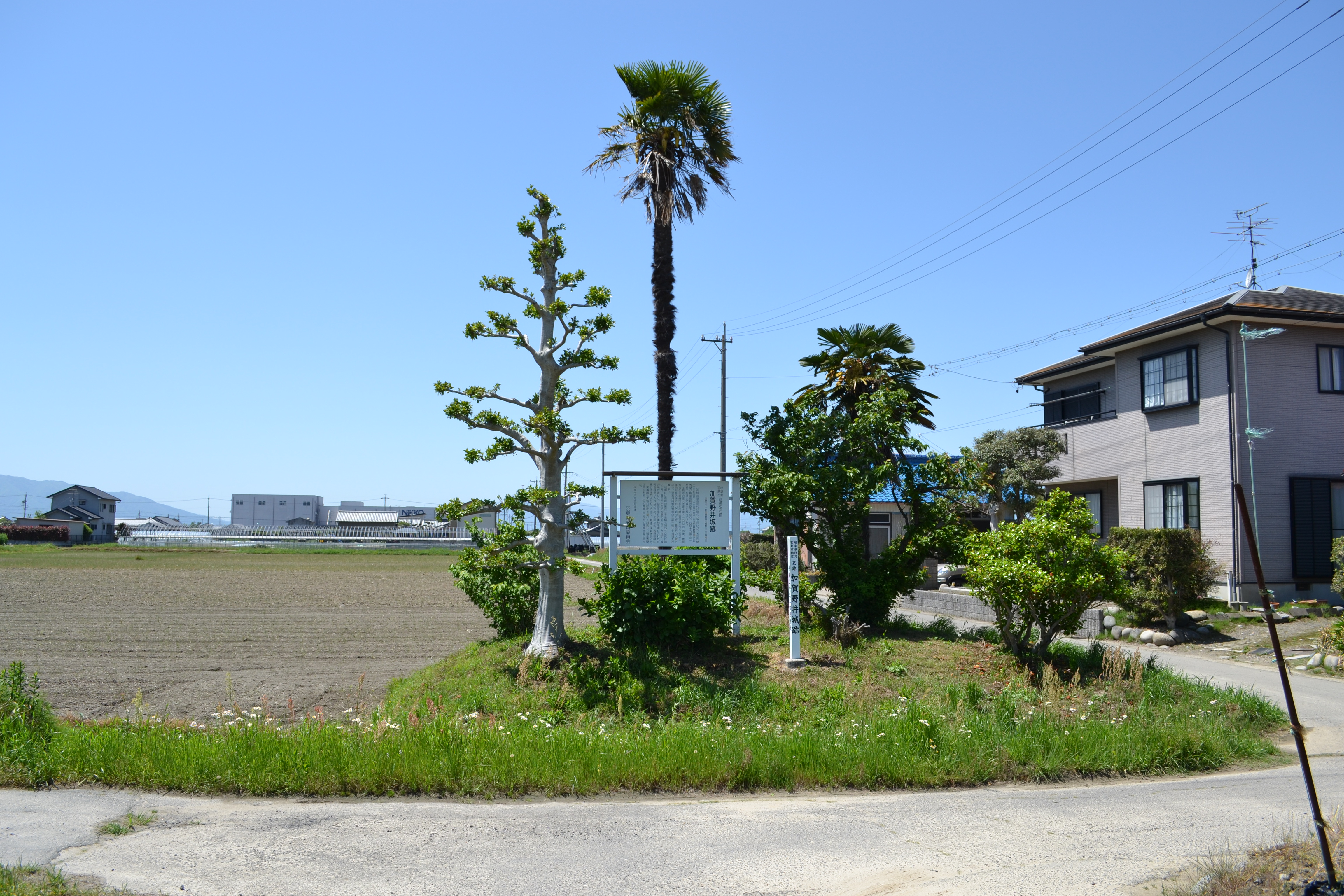
加賀野井城跡

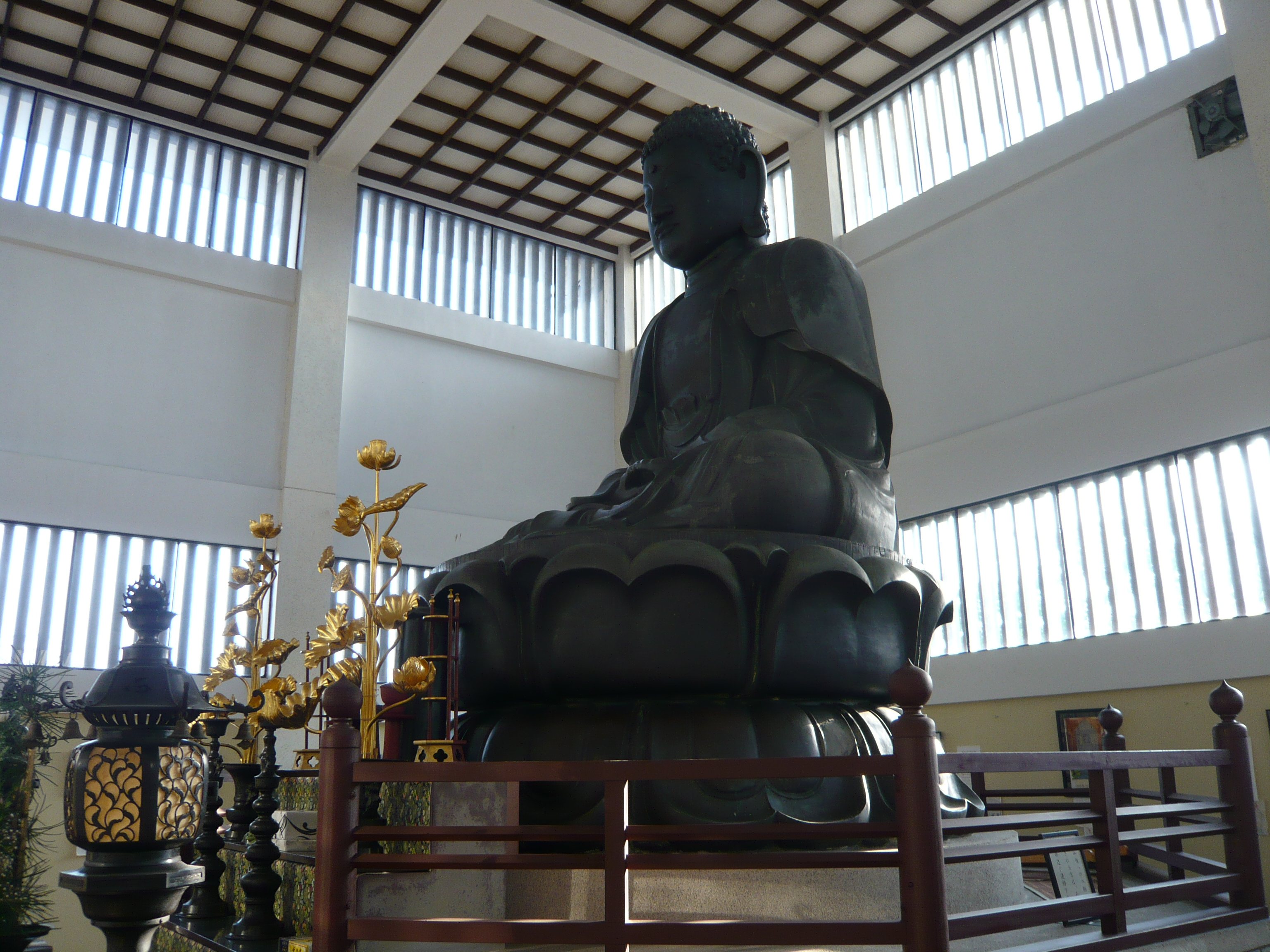
佐吉仏

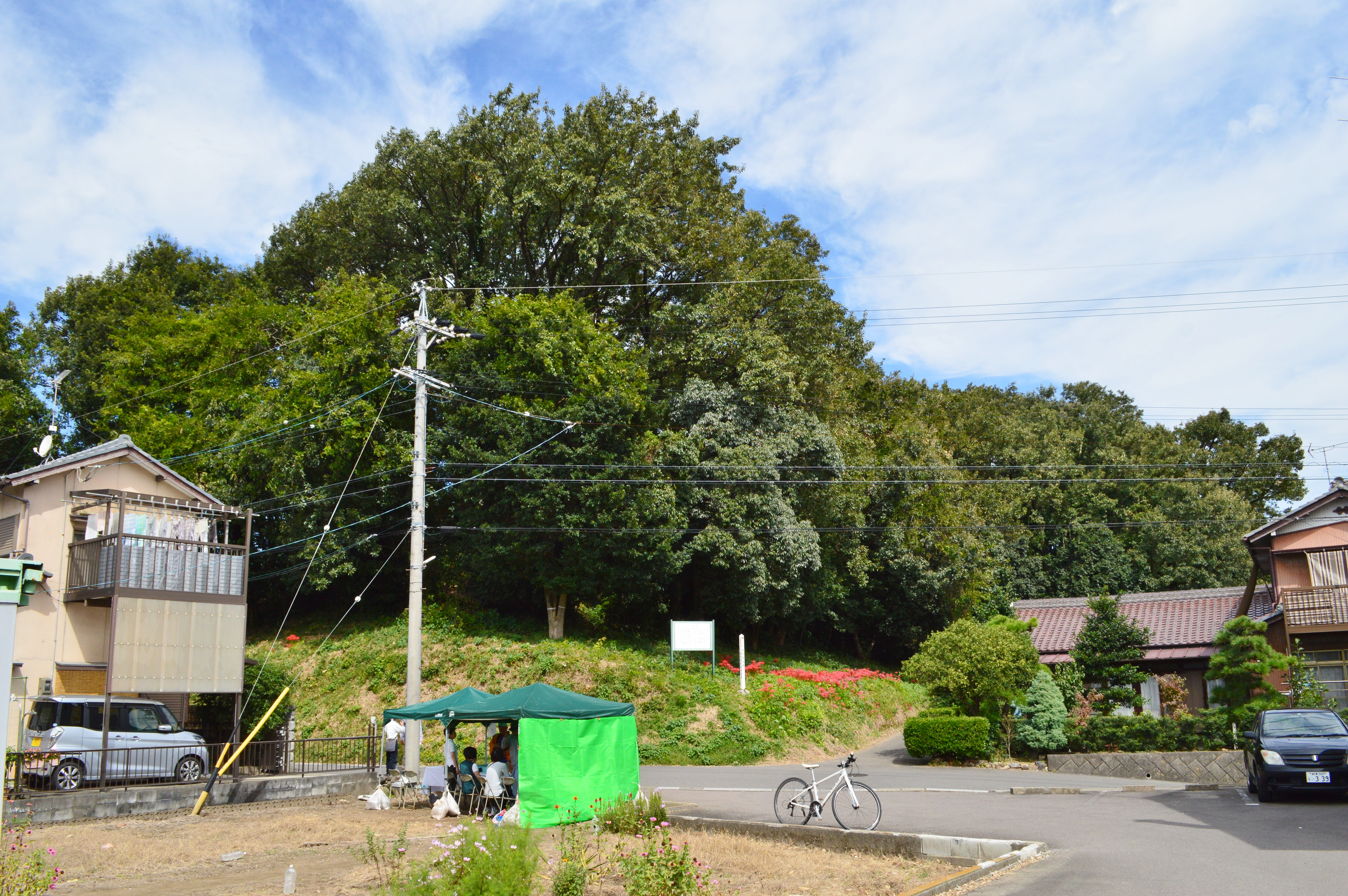
坊の塚古墳

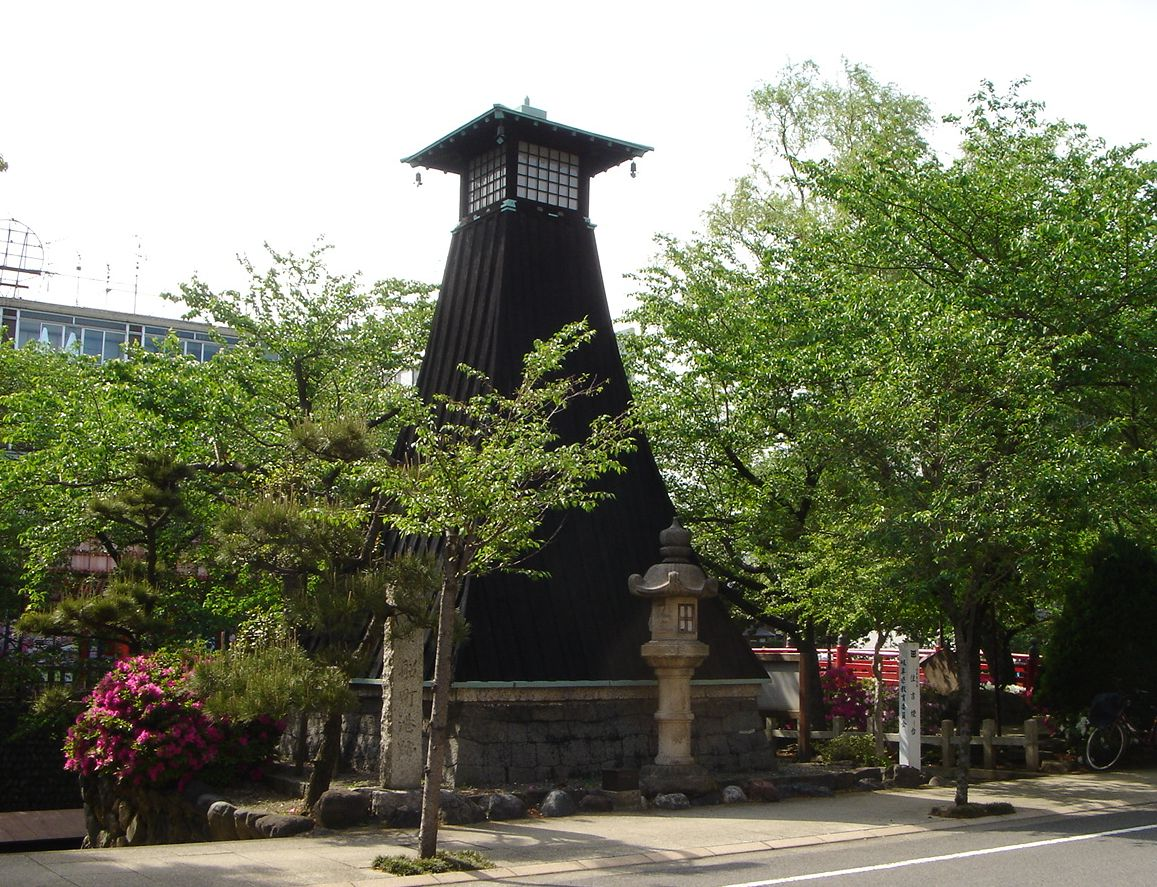
住吉燈台

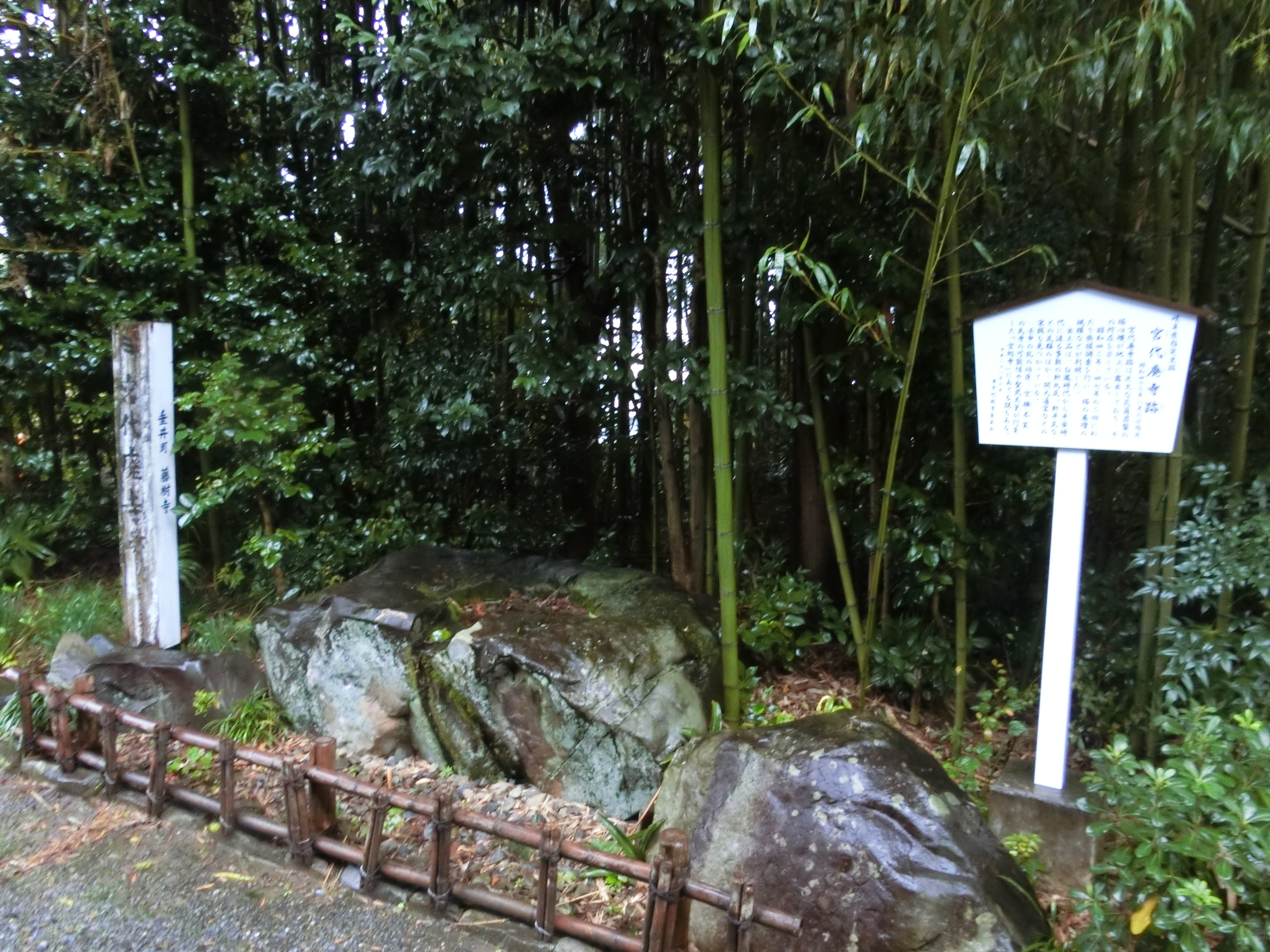
宮代廃寺

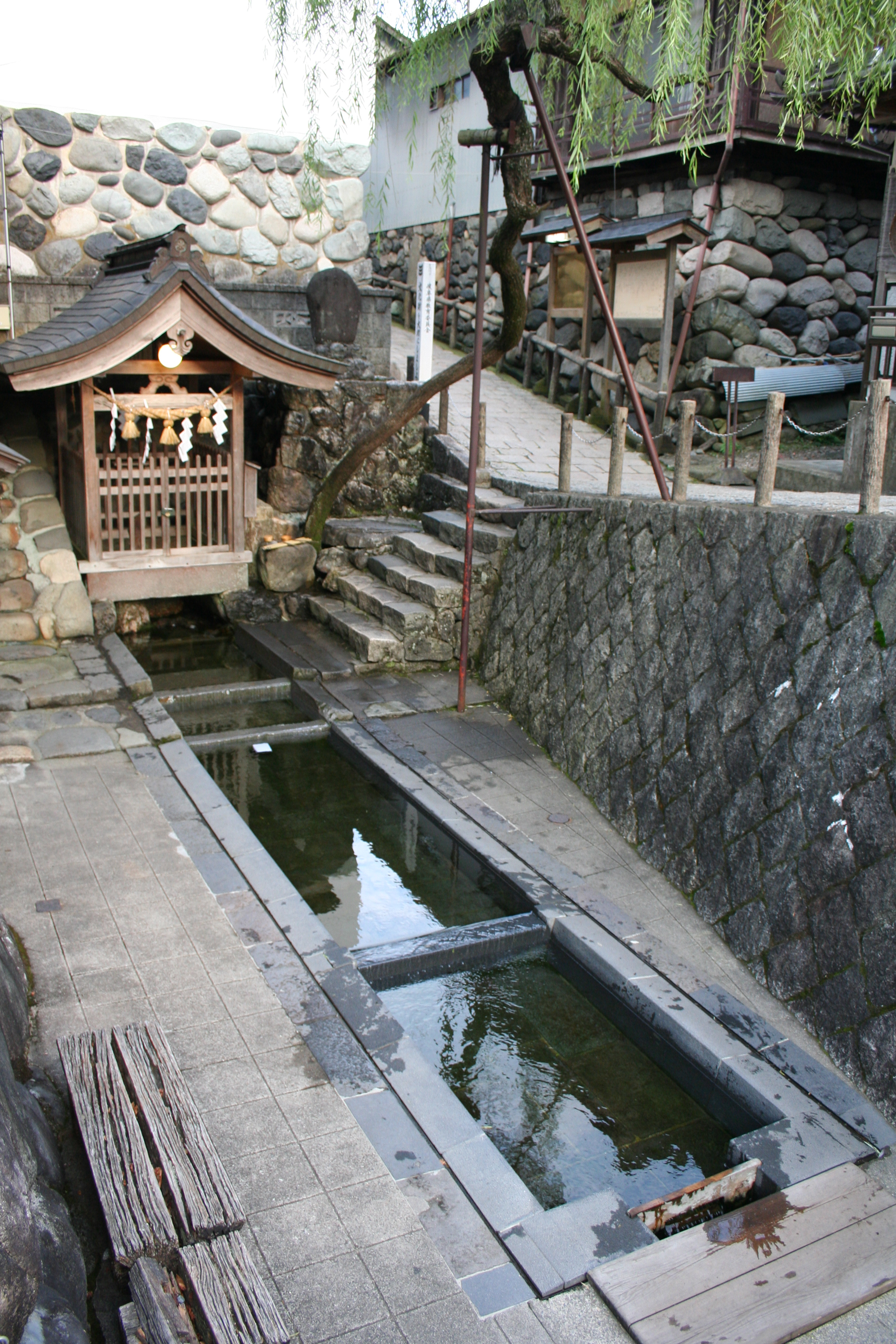
宗祇水

- 獅子庵〔岐阜市・大智寺〕 - 各務支考が正徳元年（1711年）に建てた瓦葺平屋建ての住居。北側には各務支考の墓がある[7]。
- 智通光居墓〔岐阜市・立政寺〕 - 応永10年に没した立政寺開山の墓。宝篋印塔[7]。
- 土岐成頼墓〔岐阜市・瑞龍寺〕
- 斎藤妙椿墓〔岐阜市・瑞龍寺〕
- 悟渓国師墓〔岐阜市・瑞龍寺〕
- 宝暦治水工事義歿者墓〔岐阜市・霊松院〕 - 宝暦4年（1754年）に没した高木新兵衛の家臣、内藤十左衛門の墓[7]。
- 八神城跡〔羽島市〕
- 加賀野井城跡〔羽島市〕
- 佐吉仏〔羽島市〕
- 起渡船場石灯台〔羽島市〕
- 江吉良清江寺薩摩工事義歿者墓〔羽島市〕
- 竹ヶ鼻大谷別院薩摩工事義歿者墓〔羽島市・竹鼻別院〕
- 竹鼻少林寺薩摩工事義歿者墓〔羽島市〕
- 炉畑遺跡〔各務原市〕
- 坊の塚古墳〔各務原市〕
- 衣裳塚古墳〔各務原市〕
- 柄山古墳〔各務原市〕
- 元山田寺跡及び礎石〔各務原市・無染寺〕
- 土岐頼益・斎藤利永の墓〔各務原市・大安寺〕
- 東陽英朝禅師塔所〔各務原市・少林寺〕
- 宗慶大塚古墳〔本巣市〕
- 木曽川笠松渡船場跡附石畳〔笠松町〕
- 北方城跡〔北方町〕
- 安東伊賀守守就戦死の地〔北方町〕
- 美濃派俳諧水上道場跡　附句碑〔北方町〕
- 条里跡〔北方町〕
- 正円寺経塚〔大垣市〕
- 観音寺経塚〔大垣市〕
- お茶屋屋敷跡〔大垣市〕
- 住吉灯台〔大垣市〕
- 戸田家廟所〔大垣市・円通寺〕
- 平林荘跡〔大垣市〕
- 羽沢貝塚〔海津市〕
- 庭田貝塚〔海津市〕
- 春岱今尾窯跡〔海津市〕
- 高須藩主歴代墓〔海津市・行基寺〕
- 石津薩摩工事義歿者墓〔海津市〕
- 今尾常榮寺薩摩工事義歿者墓〔海津市〕
- 柏尾廃寺跡〔養老町〕
- 根古地薩摩工事義歿者墓〔養老町〕
- 天照寺薩摩工事義歿者墓〔養老町〕
- 大巻薩摩工事役館跡〔養老町〕
- 元正天皇行幸遺跡〔養老町〕
- 宮処寺跡〔垂井町〕
- 宮代廃寺跡〔垂井町〕
- 南宮神社経塚群〔垂井町〕
- 春王・安王の墓〔垂井町・金蓮寺〕
- 竹中氏陣屋跡〔垂井町〕
- 垂井の泉〔垂井町〕
- 不破の関跡〔関ヶ原町〕
- 長江氏墓〔関ヶ原町・妙應寺〕
- 大薮洗堰跡〔輪之内町〕
- 枡屋伊兵衛の墓〔輪之内町〕
- 江翁寺薩摩義士墓〔輪之内町〕
- 心巌院薩摩義士墓〔輪之内町〕
- 稲葉一鉄の墓〔揖斐川町〕
- 土岐頼雄の墓〔揖斐川町〕
- 土岐頼清・頼康父子の墓〔揖斐川町〕
- 土岐頼芸の墓〔揖斐川町・法雲寺〕
- 亀山古墳〔大野町〕
- 北山古墳〔大野町〕
- 願成寺西墳之越古墳群〔池田町〕 - 1969年（昭和44年）に指定[8]。7haに百基以上の古墳がある[9]岐阜県最大級の群集墳である[8]。大半の古墳は6世紀末から7世紀初めまでに造られたとされ、須恵器のほか、鉄製の剣や刀などが出土した[8]。
- 土岐頼忠並びに一族之墓〔池田町〕
- 夕田茶臼山古墳〔富加町〕 - 2012年（平成24年）までの調査で、弥生時代終末期の3世紀前半の築造と判明している全国でも最古級の古墳である[10]。
- 円空入定塚〔関市〕
- 上有知湊〔美濃市〕
- 安久田地獄穴洞窟遺跡　附縄文土器〔郡上市〕
- 八幡城跡〔郡上市〕
- 篠脇城跡〔郡上市〕
- 宗祇水〔郡上市〕
- 身隠山古墳〔可児市〕
- 熊野古墳〔可児市〕
- 不孝寺塚古墳〔可児市〕
- 川合次郎兵衛塚一号墳〔可児市〕
- 羽崎中洞古墳〔可児市〕
- 二野鍋煎横穴〔可児市〕
- 大森皿屋敷横穴〔可児市〕
- 銅鐸発掘の地〔可児市〕
- 兼山湊跡〔可児市〕
- 大平古窯跡群〔可児市〕
- 大萱古窯跡群〔可児市〕
- 中窯跡〔可児市〕
- 浅間窯跡〔可児市〕
- 東寺山古墳〔御嵩町〕
- 宝塚古墳〔御嵩町〕
- 中切古墳〔御嵩町〕
- 山田横穴〔御嵩町〕
- 虎渓山一号古墳〔多治見市〕
- 狐塚古墳〔多治見市〕
- 妙土窯跡〔多治見市〕
- 多治見国長邸跡〔多治見市〕
- 野尻遺跡〔中津川市〕
- 中山道落合の石畳〔中津川市〕
- 中洗井北第一号窯跡〔中津川市〕
- 島崎藤村宅（馬籠宿本陣）跡〔中津川市〕
- 戸狩荒神塚古墳〔瑞浪市〕
- 戸狩横穴群〔瑞浪市〕
- 小里城跡〔瑞浪市〕
- 鶴ケ城跡〔瑞浪市〕
- 瑞浪一里塚〔瑞浪市〕
- 琵琶峠〔瑞浪市〕
- 土岐頼貞墓〔瑞浪市〕
- 三諦上人供養塔〔瑞浪市〕
- 徳平古墳〔恵那市〕
- 久後古墳〔恵那市〕
- 能万寺古墳群〔恵那市〕
- 岩村城跡〔恵那市〕
- 明知城跡〔恵那市〕
- 一条信能終焉跡〔恵那市〕
- 知新館正門・釈奠の間　附孔子画像軸 〔恵那市〕
- 一里塚〔恵那市〕
- 一里塚〔恵那市〕
- 大井宿本陣跡〔恵那市〕
- 伝西行塚〔恵那市〕
- 炭焼古墳〔土岐市〕
- 妻木城跡〔土岐市〕
- 妻木城士屋敷跡〔土岐市〕
- 縄文式住居跡〔高山市〕
- 赤保木石器時代火炉〔高山市〕
- 荒城神社遺跡〔高山市〕
- こう峠口古墳〔高山市〕
- 赤保木古墳群〔高山市〕
- 松倉城跡〔高山市〕
- 鍋山城跡〔高山市〕
- 広瀬城跡附田中筑前守墓碑〔高山市〕
- 高堂城跡〔高山市〕
- 三佛寺城跡〔高山市〕
- 荏野文庫土蔵〔高山市〕
- よしま古窯跡〔高山市〕
- 田中大秀墓〔高山市〕
- 赤田臥牛墓〔高山市〕
- 加藤歩簫墓〔高山市〕
- 成田正利の墓〔高山市〕
- 御番屋敷先史時代住居跡〔飛騨市〕
- 信包八幡神社跡前方後円墳〔飛騨市〕
- 高野光泉寺円墳〔飛騨市〕
- 高野水上円墳〔飛騨市〕
- 大洞平第一号古墳〔飛騨市〕
- 大洞平第二号古墳〔飛騨市〕
- 増島城跡〔飛騨市〕
- 杉崎廃寺跡〔飛騨市〕
- 加藤歩簫文字書岩〔飛騨市〕
- 金森宗貞邸跡〔飛騨市〕
- 岩屋岩蔭遺跡〔下呂市〕
- 諏訪城跡〔下呂市〕
- 藩領境標石〔下呂市〕
- 鳳慈尾山大威徳寺跡〔下呂市〕
- 初矢峠の石畳〔下呂市〕
- 飛州下原中綱場〔下呂市〕
- 武川久兵衛の墓〔下呂市〕

### 名勝
- 阿弥陀ケ滝〔郡上市〕
- 横谷峡四つの滝〔下呂市〕
- 禅昌寺庭園〔下呂市〕
- 宇津江四十八滝〔高山市〕

### 天然記念物
- 白山神社のスギ〔岐阜市〕
- 大智寺の大ヒノキ〔岐阜市〕*竹鼻別院のフジ〔羽島市〕
- 鏡岩〔岐阜市〕
- 甘南美寺のサクラ〔山県市〕
- 藤九郎ギンナン〔瑞穂市〕
- 天神御所柿の原木〔本巣市〕
- 国恩寺のヒイラギ〔本巣市〕
- 朝日神社のクロガネモチ〔北方町〕
- ハリヨ生息地〔大垣市〕
- 金生山の陸貝と生息地〔大垣市〕
- 唯願寺のしぶなしガヤ〔大垣市〕
- 湯葉神社のスギ〔大垣市〕
- 一之瀬のサンシュユ〔大垣市〕
- 大神神社の社叢〔大垣市〕
- 老杉神社の社叢〔大垣市〕
- 杉生神社のケヤキ〔海津市〕
- 松山諏訪神社の大クス〔海津市〕
- 梶屋八幡神社社叢〔海津市〕
- 六社神社のムクノキ〔養老町〕
- モリアオガエル群生地〔垂井町〕
- 伊富岐神社の大スギ〔垂井町〕
- 垂井の大ケヤキ〔垂井町〕
- 栗原連理のサカキ〔垂井町〕
- 関ヶ原本陣スダジイ〔関ヶ原町〕
- 聖蓮寺の八房ウメ〔関ヶ原町〕
- ヒメハルゼミ生息地〔揖斐川町〕
- 伊野一本スギ〔揖斐川町〕
- 白山神社のスギ〔揖斐川町〕
- 稲荷神社のイチイガシ〔揖斐川町〕
- 秋葉神社のイチイガシ〔揖斐川町〕
- 熊野神社のアラカシ〔揖斐川町〕
- 春日中山のケヤキ〔揖斐川町〕
- 新宮塚のムクノキ〔揖斐川町〕
- 西蓮寺のムクノキ〔揖斐川町〕
- 中山六社神社社叢〔揖斐川町〕
- 笹又の石灰質角礫巨岩〔揖斐川町〕
- 池田町八幡のハリヨ繁殖地〔池田町〕
- 武芸八幡神社のスギ〔関市〕
- 名無木〔関市〕
- 八幡神社社叢〔関市〕
- 鶴形山暖地性植物〔美濃市〕
- 洲原神社社叢〔美濃市〕
- モリアオガエル群生地〔郡上市・愛宕神社〕
- 白山神社のスギ〔郡上市〕
- 石徹白の浄安スギ〔郡上市〕
- 白山神社の六本ヒノキ〔郡上市〕
- 銚子ケ渕のクリ〔郡上市〕
- 白山中居神社のブナ原生林〔郡上市〕
- 藤路のサクラ〔郡上市〕
- 善勝寺のサクラ〔郡上市〕
- 春日神明神社彼岸ザクラ〔郡上市〕
- 領家のモミジ〔郡上市〕
- 前谷床並社跡のトチノキ〔郡上市〕
- ヒカゲツツジ群落〔郡上市〕
- 宗祗ガキ〔郡上市〕
- 大踏山のミズバショウ群生地〔郡上市〕
- 蛭ケ野高層湿原植物群落〔郡上市〕
- 白鳥神社の森〔郡上市〕
- 白山中居神社の森〔郡上市〕
- 那比新宮神社社叢〔郡上市〕
- 明建神社社叢〔郡上市〕
- 戸隠神社社叢〔郡上市〕
- 戸隠神社の一本スギ〔郡上市〕
- 川合のムクノキ〔美濃加茂市〕
- 山ノ上のサクラ〔美濃加茂市〕
- メタセコイア珪化木〔美濃加茂市〕
- 古城山のオオウラジロシキ〔可児市〕
- ハッチョウトンボ群棲地〔八百津町〕
- 大船神社社叢〔八百津町〕
- 里宮佐久良太神社のスギ〔白川町〕
- 大森神社の大スギ〔白川町〕
- 薬研洞の大ナラ〔白川町〕
- 水戸野のシダレザクラ〔白川町〕
- 遠見場のハナノキ〔白川町〕
- 白川町のシャクナゲ群落
- 廿原のカキ〔多治見市〕
- 紅岩〔中津川市〕
- 長楽寺のイチョウ〔中津川市〕
- 大実カヤの木〔中津川市〕
- 瀬戸のカヤ〔中津川市〕
- 垂洞のシダレモミ〔中津川市〕
- 磯前神社のスギ〔中津川市〕
- 恵那神社の夫婦スギ〔中津川市〕
- ハナノキ自生地〔中津川市〕
- 坂下のハナノキ群生地〔中津川市〕
- しだれガキ〔中津川市〕
- 自生のヒトツバタゴ〔中津川市〕
- 新茶屋の自生ヒトツバタゴ〔中津川市〕
- 坂下のモミラン〔中津川市〕
- 上山口の諏訪神社社叢〔中津川市〕
- 岩谷堂のシデコブシ群生地〔中津川市〕
- 大湫神明神社の大スギ〔瑞浪市〕
- 大湫ヒトツバタゴ自主地〔瑞浪市〕
- 土岐双生竹〔土岐市〕
- 瑞浪の鳴石産地〔瑞浪市〕
- 明世化石〔瑞浪市〕
- 笠置山のヒカリゴケ〔恵那市〕
- 河合のカヤ〔恵那市〕
- 正家のカヤ〔恵那市〕
- 大船神社参道の松並木〔恵那市〕
- 団子スギ〔恵那市〕
- 大船神社の弁慶スギ〔恵那市〕
- ひよもの枝垂れザクラ〔恵那市〕
- 亀ケ沢のハナノキ自生地〔恵那市〕
- 自生のヒトツバタゴ〔恵那市〕
- 大井ヒトツバタゴ〔恵那市〕
- 中野方のヒトツバタゴ自生地〔恵那市〕
- 武並のソウセイチク自生地〔恵那市〕
- 中山神社社叢〔恵那市〕
- 加茂のイチョウ〔高山市〕
- 牧ケ洞のイチイ〔高山市〕
- 野平家のイチイ防風林〔高山市〕
- 了因寺のカヤ〔高山市〕
- 日枝神社の大スギ〔高山市〕
- 高山神明神社の大スギ〔高山市〕
- 高山白山神社の矢立スギ〔高山市〕
- 六厩の夫婦スギ〔高山市〕
- 水無神社の大スギ〔高山市〕
- 神代スギ〔高山市〕
- 熊野神社のスギ〔高山市〕
- 槻本神社のスギ〔高山市〕
- クロベの大樹〔高山市〕
- 七本サワラ〔高山市〕
- 二つ葉グリ〔高山市〕
- 住吉神社のケヤキ〔高山市〕
- 二之宮神社のケヤキ〔高山市〕
- 千本カツラ〔高山市〕
- 池本のフクロホウバ〔高山市〕
- 荘川ザクラ〔高山市〕
- 枝垂れザクラ〔高山市〕
- 春日神社のフジ社叢〔高山市〕
- スズラン、レンゲツツジ群落〔高山市〕
- 子の原高原レンゲツツジ群落〔高山市〕
- 宮村のカキ〔高山市〕
- 山中峠のミズバショウ群落〔高山市〕
- フクジュソウ群落〔高山市〕
- 森茂白山神社社叢〔高山市〕
- 牛丸ジュラ紀化石〔高山市〕
- 尾上郷ジュラ紀化石〔高山市〕
- 福地化石標本〔高山市〕
- 土のイチイ〔飛騨市〕
- 向善寺のイチイ〔飛騨市〕
- 大谷のイチイ〔飛騨市〕
- 大国寺のコウヤマキ〔飛騨市〕
- 常蓮寺のスギ〔飛騨市〕
- 弥栄スギ〔飛騨市〕
- 若宮八幡神社スギとトチノキの双生樹〔飛騨市〕
- 若宮八幡神社三本スギ〔飛騨市〕
- 洞のカツラ〔飛騨市〕
- 菅沼のカツラ〔飛騨市〕
- 栗原神社のコブシ〔飛騨市〕
- 鎮護ザクラ〔飛騨市〕
- 黒内春日神社のトチノキ〔飛騨市〕
- 白山神社のトチノキ〔飛騨市〕
- 臼坂のトチノキ〔飛騨市〕
- 洞のミズバショウ､リュウキンカ群生地〔飛騨市〕
- 稲越のフクジュソウ群生地〔飛騨市〕
- 上ケ島のフクジュソウ群生地〔飛騨市〕
- 稲越のフクジュソウ群生地〔飛騨市〕
- 天生の高層湿原植物群落〔飛騨市〕
- 津島神社社叢〔飛騨市〕
- 門和佐川のゲンジボタル〔下呂市〕
- くらがりシダ〔下呂市〕
- 馬頭観音のイチイ〔下呂市〕
- 位山八幡宮のイチイ〔下呂市〕
- 宮谷神明神社の夫婦スギ〔下呂市〕
- 和川白山神社のスギ〔下呂市〕
- 洞の五本スギ〔下呂市〕
- 県神社のスギ〔下呂市〕
- 位山八幡宮のスギ〔下呂市〕
- 坂下の十二本ヒノキ〔下呂市〕
- 竹原のシダレグリ自生地〔下呂市〕
- 大洞のクリ〔下呂市〕
- 坂下のケヤキ〔下呂市〕
- 長瀬のウメ〔下呂市〕
- 苗代ザクラ〔下呂市〕
- 羽根白山のサクラ〔下呂市〕
- サクラ〔下呂市〕
- 落合のサクラ〔下呂市〕
- 立石のサクラ〔下呂市〕
- 藤ケ森観音堂のフジ〔下呂市〕
- 臥竜のフジ〔下呂市〕
- 落合のトチノキ〔下呂市〕
- ニワトコ〔下呂市〕
- 祖師野八幡宮の社叢〔下呂市〕
- 巌立〔下呂市〕
- 赤沼田神明の杜〔下呂市〕
- 桂林寺のイチイ〔下呂市〕
- わさざのサクラ〔下呂市〕
- 明善寺のイチイ〔白川村〕
- 下田のイチイ〔白川村〕
- 芦倉八幡神社のスギ〔白川村〕
- 稗田のトチ〔白川村〕
- 長瀬神明神社社叢〔白川村〕
- おおたザクラ〔白川村〕